# Мордент
Морде́нт (итал. mordente, дословно — «кусающий, острый») — мелодическое украшение, означающее чередование основного звука со вспомогательным. Все морденты исполняются за счёт длительности основной ноты.
Мордент, как и вибрато (а также и трель), обозначается в нотах короткой горизонтальной волнистой линией.
Простой (одинарный) верхний мордент или просто мордент. Состоит из трёх звуков: основного, вспомогательного (секундой выше) и повторения основного. Если вспомогательный звук необходимо альтерировать, знак альтерации ставится над мордентом.
Перечёркнутый (одинарный) мордент или нижний мордент. Состоит из трёх звуков: основного, вспомогательного (секундой ниже) и повторения основного. Если вспомогательный звук необходимо альтерировать, знак альтерации ставится под перечёркнутым мордентом.
Двойной верхний мордент или просто двойной мордент. Состоит из двух простых (одинарных) мордентов.
Двойной нижний мордент или двойной перечёркнутый мордент. Состоит из двух перечёркнутых мордентов.
В современной нотной записи мордент используется редко.